# 村上経業
村上 経業（むらかみ つねなり、生没年未詳）は、平安時代末期から鎌倉時代初期にかけての武将・御家人。清和源氏頼清流。源為国（村上判官代）の子。兄弟に源道清、村上基国、源宗実、村上信国、源惟国、世延（安信？）、源宗信らがあり、子に村上頼時、村上仲盛、村上頼澄、村上業賢、村上経光らがある。室は源頼政女など。初名は明国。官位は従四位下、右馬助、検非違使、左衛門尉、中務権大輔。

## 人物
信濃村上氏の一族として兄弟等と共に御家人となる。文治元年（1185年）10月24日の勝長寿院落慶供養には子の頼時と共に参列しているほか、翌11月20日には禅師経伊なる弟が平時実を捕縛した。以後、建久元年（1190年）11月の源頼朝の上洛や同5年（1195年）12月の永福寺薬師堂落慶供養、同6年3月の東大寺参詣などに随行しているが、いずれも門葉とされた源頼兼や大内惟義らに次いで頼朝に近い列に加わっており、御家人内での地位は低いものではなかったことが窺える（『吾妻鏡』）。
『尊卑分脈』の記述によれば源頼政の娘婿となっていたとされる。また同書における頼清流の系譜には混乱がみられるが、村上氏の嫡流は兄弟の安信（あるいは宗信）の家系が継承したとされ、後代経業の子孫は嫡流から外れ、屋代氏（矢代氏）などを称したという。